# 11169 Алькон
11169 Алькон (1998 FW33, 1980 TV3, 1991 LP5, 11169 Alkon) — астероїд головного поясу, відкритий 20 березня 1998 року.
Тіссеранів параметр щодо Юпітера — 3,464.